# Patrick Descamps
Pour les articles homonymes, voir Descamps.
Patrick Descamps, né le 13 décembre 1956 à Mons, est un comédien, metteur en scène et professeur de théâtre belge.

## Biographie
Après avoir décroché un premier prix de déclamation et de phonétique au Conservatoire de Mons, Patrick Descamps devient professeur de déclamation à l'Académie de Colfontaine (1977-1979). Dès 1988, il est directeur de production et joue au Kollectif Théâtre, puis il préside les « États Généraux du Jeune Théâtre » (1994-1999), est chargé de Cours au Conservatoire royal de Mons (1996-2005), et prend les fonctions de directeur artistique du théâtre de l'Ancre à Charleroi (2002-2007).
Sur scène, il est l’interprète de plusieurs pièces du répertoire classique, telles que: Britannicus de Racine, Le Misanthrope de Molière, Kean d'après Alexandre Dumas ou La Nuit des rois et Roméo et Juliette de  Shakespeare, mais aussi de nombreuses œuvres d’auteurs contemporains comme La Cerisaie de  Tchekhov, La Danse de mort d'August Strindberg, Qui a peur de Virginia Woolf ? d'Edward Albee, Garde à vue d'après John Wainwright sur des dialogues de Michel Audiard, Oui de Thomas Bernhard.
En 1985, il reçoit l’Ève du meilleur comédien pour son interprétation de Mephisto dans Un Faust de Jean Louvet et pour le rôle d'Answald dans La Trilogie du revoir de Botho Strauss. En 1996, il décroche le  Prix Tenue de ville du meilleur comédien pour Jasha de Yasmina Reza.
En 1981, il signe sa première mise en scène au Théâtre de l'Ancre, plusieurs autres suivront, parmi lesquelles Chambres de Philippe Minyana et L'Indicible de Jean-Marie Piemme.
Il aborde le cinéma, en 2002, dans Après la vie et Cavale deux films signés Lucas Belvaux. Acteur de composition, il a apparaît, entre autres, dans Itinéraires de Christophe Otzenberger, Nue Propriété de Joachim Lafosse, À l'origine de Xavier Giannoli, Mineurs 27 de Tristan Aurouet et La French de Cédric Jimenez. Son rôle dans Versailles de Pierre Schöller lui permet de remporter un double prix d’interprétation au Festival Jean Carmet de Moulins.
Pour la télévision, il joue des rôles récurrents dans les séries La Commune et Un village français.

## Filmographie

### Cinéma
- 2003 : Après la vie de Lucas Belvaux : Jacquillat
- 2002 : Cavale de Lucas Belvaux : Jacquillat
- 2003 : La Mémoire du tueur (De zaak Alzheimer) d'Erik Van Looy : Gilles Resnais
- 2005 : Trouble d’Harry Cleven : le directeur de l’orphelinat
- 2005 : Va, vis et deviens de Radu Mihaileanu : voix et narration
- 2005 : Itinéraires de Christophe Otzenberger : Gérard Fontaine
- 2005 : La Trahison de Philippe Faucon : le Capitaine Franchet
- 2005 : La Raison du plus faible de Lucas Belvaux : Jean-Pierre
- 2006 : Nue Propriété de Joachim Lafosse : Luc
- 2007 : Le Dernier Gang d'Ariel Zeitoun : le commissaire Brevard
- 2007 : Versailles de Pierre Schöller : Jean-Jacques
- 2007 : Sur ta joue ennemie de Jean-Xavier de Lestrade : Patrick
- 2009 : À l'origine de Xavier Giannoli : Bollard
- 2008 : La Chanteuse de tango (la cantante de tango) de Diégo Martinez Vignatii : Marc
- 2008 : Rapt de Lucas Belvaux : Massart
- 2008 : Une chaîne pour deux de Frédéric Ledoux : Victor Grandville
- 2008 : Non-dit (Unspoken) de Fien Troch : monsieur Tournier
- 2010 : Angèle et Tony d'Alix Delaporte : le grand-père de Yohan
- 2009 : C'est déjà l'été de Martijn Maria Smits : Jean
- 2009 : L'Autre Monde de Gilles Marchand : le père
- 2010 : Mineurs 27 de Tristan Aurouet : Jean-Paul Casarelli
- 2011 : Angle mort de Christophe Wagner : Beaulieue
- 2011 : Torpédo de Matthieu Donck : Robert
- 2012 : 38 Témoins de Lucas Belvaux : Petrini, le témoin
- 2013 : Angélique d'Ariel Zeitoun : l’Archevêque de Toulouse
- 2014 : La French de Cédric Jimenez : Le procureur général de Marseille
- 2015 : La Fille du patron d'Olivier Loustau : Baretti
- 2016 : Les Visiteurs : La Révolution de Jean-Marie Poiré : Louis VI « le Gros », roi de France
- 2016 : Médecin de campagne de Thomas Lilti : Francis Maroini
- 2016 : Un petit boulot de Pascal Chaumeil : Walter
- 2017 : Chez nous de Lucas Belvaux :  Jacques Duhez
- 2017 : Knock de Lorraine Lévy : le Capitaine
- 2017 : L'Échange des princesses de Marc Dugain : le maréchal de Villeroy
- 2018 : Le Collier rouge de Jean Becker : Gabarre
- 2018 : Du soleil dans mes yeux de Nicolas Giraud : Directeur agence maritime
- 2019 : Le Milieu de l'horizon de Delphine Lehericey : Annibal
- 2020 : Terrible Jungle d'Hugo Bénamozig et David Caviglioli : Conrad
- 2021 : Les Intranquilles de Joachim Lafosse : Patrick
- 2021 : L'Homme de la cave de Philippe Le Guay : Gérard
- 2023 : Les Poings serrés de Vivian Goffette : le grand-père
- 2024 : Une part manquante de Guillaume Senez : Le père de Jay
- 2024 : Belle de Benoit Jacquot

### Courts-métrages
- 1994 : Le Petit rouge de Manuel Gomez : le barman
- 1995 : William Z de Patrick Iratni
- 1996 : Menteur de Damien de Pierpont
- 2003 : Les Hommes de ma vie de Karine de Villers
- 2006 : Comme personne de Géraldine Doignon
- 2009 : L’Oncle Vincent de Sylvain Montagnac : Paul
- 2010 : Porteur d’hommes d'Antarès Bassis : le père de Franck
- 2010 : Une Mignardise de Jean Berthier : Jules
- 2011 : Terre nouvelle de Bernard Dresse : Gregorieff
- 2011 : Un homme debout de Foued Mansour : Joël
- 2012 : La mère morte de Thierry Charrier : Yvon
- 2012 : Août 1914 de Fedrik De Beul
- 2013 : La Chambre noire de Maxime Pistorio : le photographe
- 2013 : Nous sommes tous des êtres penchés de Simon Lelouch : le père
- 2013 : Pour le meilleur de Marie Vernalde : Serge
- 2013 : Emma d'Eric Godon : le docteur
- 2014 : Helix Aspersa de Grégoire Graesslin : le père
- 2015 : Comme ils s’en vont de Benjamin Jungers : Michel
- 2015 : Si la photo est bonne de Luc Battiston : Joseph
- 2015 : À ses enfants la patrie reconnaissante de Stéphane Landowski : le maire

### Télévision

#### Téléfilms
- 1998 : Une leçon d'amour d’Alain Tasma, le garagiste
- 2001 : La Colère du diable de Chris Vander Stappen : Monsieur Mercier
- 2004 : Nature contre nature de Lucas Belvaux : Maurice
- 2005 : Nom de code : DP de Patrick Dewolf : le commissaire Maxence
- 2006 : Poison d'avril de William Karel : Ackerman
- 2007: Les Prédateurs de Lucas Belvaux : Mathieu Valentini
- 2007 : Complot d'amateurs de Vincent Monnet : le capitaine Timmermans
- 2007 : Au bout de mon rêve de Christophe Otzenberger : le médecin
- 2010 : Joseph l'insoumis de Caroline Glorion : le géant
- 2010 : Qui sème le vent de Fred Garson : Claude Verdier
- 2011 : L'Âme du mal de Jérôme Foulon : Pierre Belmont
- 2011 : Merci patron de Pierre Joassin : Antoine
- 2011 : La main passe de Thierry Petit : le commissaire Hoffman
- 2012 : Berthe Morisot de Caroline Champetier : Monsieur Morisot
- 2014 : Marie Curie, une femme sur le front d'Alain Brunard : Louis Ragot
- 2014 : L'Héritière d'Alain Tasma : Léon
- 2015 : Presque comme les autres de Renaud Bertrand
- 2016 : Mystère à la Tour Eiffel de Léa Fazer
- 2016 : Flic tout simplement d'Yves Rénier
- 2016 : Le Mec de la tombe d'à côté d'Agnès Obadia : Gérard
- 2017 : Ce que vivent les roses de Frédéric Berthe : Jean-Baptiste Rochere
- 2018 : Ils ont échangé mon enfant d'Agnès Obadia : Capitaine Le Guen
- 2019 : La Maladroite d'Éléonore Faucher : Docteur Philippe
- 2019 : Marie-Antoinette, ils ont jugé la reine d'Alain Brunard : Simon
- 2021 : Meurtres à Figeac d'Olivier Barma : Hubert

#### Séries télévisées
- 1995 : Le Retour d'Arsène Lupin, épisode Le Masque de jade de Philippe Condroyer
- 1997 : L'Instit, épisode Le Rêve du tigre de José Pinheiro : Gontrand
- 2005 : Rose et Val, épisode pilote de Stéphane Kappes : Monsieur Portier
- 2007 : La Commune, 8 épisodes de Philippe Triboit : Maurice Dubar
  - 2007 : Chacun pour soi
  - 2007 : Visite guidée
  - 2007 : Hérédités
  - 2007 : Ainsi parlait Sun Tzu
  - 2007 : Compassion
  - 2007 : Addictions
  - 2007 : A Power to the People ?
  - 2007 : Au nom du père
- 2012 : Les Petits Meurtres d'Agatha Christie : Un meurtre en sommeil d'Éric Woreth : Chesnais
- 2012 : R.I.S Police scientifique, épisode Coup de feu de Claire de la Rochefoucauld : Henri Marcon
- 2013 : Boulevard du Palais, épisode Aimez-moi de Jean-Marc Vervoort : le Père Leguyadère
- 2014 : Kontainer Kats de Michelangelo Marchese : l’Oncle Jacques
- 2016 : Cherif, épisode Thérapie mortelle : Edouard Vasseur
- 2016 : Accusé, épisode L'histoire de Léo
- 2017 : Transferts d'Olivier Guignard et Antoine Charreyron : Mareuil
- 2009-2017 : Un village français, 25 épisodes : Henri de Kervern 
  - 2009 : Le débarquement de Philippe Triboit
  - 2009 : Passer la ligne de Philippe Triboit
  - 2009 : Sur la terre comme au ciel de Philippe Triboit
  - 2009 : Coup de froid de Philippe Triboit
  - 2009 : Marchés noirs de Philippe Triboit
  - 2009 : L’engagement d’Olivier Guignard
  - 2009 : La loterie d’Olivier Guignard
  - 2009 : La leçon de choses d’Olivier Guignard
  - 2009 : Votre nom fait un peu juif d’Olivier Guignard
  - 2009 : Danger de mort d’Olivier Guignard
  - 2009 : Le coup de grâce d’Olivier Guignard
  - 2010 : Le temps des secrets de Philippe Triboit
  - 2010 : La planque de Philippe Triboit
  - 2010 : Si j’étais libre de Philippe Triboit
  - 2010 : Le choix des armes de Philippe Triboit
  - 2010 : Le choix de Jean-Marc Brondolo
  - 2010 : Par amour de Jean-Marc Brondolo
  - 2010 : Quel est votre nom ? de Jean-Marc Brondolo
  - 2011 : Règlements de comptes de Jean-Marc Brondolo
  - 2011 : Le traître de Jean-Marc Brondolo
  - 2012 : La souricière de Patrice Martineau
  - 2014 : L'homme sans nom de Jean-Philippe Amar
  - 2014 : Le groupe de Jean-Philippe Amar
  - 2015 : Une explosion de Patrice Martineau
  - 2016 : Derrière le mur de Jean-Philippe Amar
- 2018 : Tandem, épisode Instinct de survie
- 2018 : Les Rivières pourpres (série télévisée)
- 2020 : Tandem, Colonel Pierre Soler, père de Léa (à partir de S4E1)
- 2020 : Le Voyageur, épisode Le village assassiné, Pierre Schall
- 2021 : Gloria de Julien Colonna, Philippe Lazargue
- 2023 : Sambre de Jean-Xavier de Lestrade : Michel Gravuski
- 2024 : Rivière-Perdue de Jean-Christophe Delpias : Émile Casteran

## Doublage

### Cinéma

#### Films
- Dennis Haysbert dans :
  - Agent double (2007) : Dan Plesac
  - Baby, Baby, Baby (2015) : Dr Hankin

- Brian Cox dans : 
  - Ultime Évasion (2008) : Frank Perry
  - The Jane Doe Identity (2016) : Tommy Tilden

- Robert De Niro dans :
  - Everybody's Fine (2010) : Frank Goode
  - Malavita (2013) : Giovanni Manzoni/Fred Blake

- 1978[7] : Les Évadés de l'espace : le général Garuda (Vic Morrow)
- 2000 : Crime + Punishment : Fred Skolnik (Michael Ironside)
- 2003 : L'Affaire Van Haken : Jonathan Cold (Steven Seagal)
- 2004 : Le Marchand de Venise : Shylock (Al Pacino)
- 2006 : Tristan et Yseult : Donnchadh (David O'Hara)
- 2007 : Cleaner : Tom Cutler (Samuel L. Jackson)
- 2009 : La Papesse Jeanne : le pape Serge II (John Goodman)
- 2010 : All About Steve : Corbitt (Keith David)
- 2012 : Fire with Fire : Vengeance par le feu : Dennis (Thom Barry)
- 2013 : Black Nativity : le révérend Cornell (Forest Whitaker)
- 2013 : La grande bellezza : Arturo (Vernon Dobtcheff)
- 2013 : Un prof pas comme les autres : Monsieur Gundlach (Bernd Stegemann)
- 2016 : Toni Erdmann : Winfried Conradi / Toni Erdmann (Peter Simonischek)
- 2017 : Angle mort : le président Voorzitter (Jan Decleir)
- 2017 : Le Gardien invisible : Fermín Montés (Francesc Orella)

#### Films d'animation
- 1958[8] : Le Serpent blanc : le narrateur
- 1996[9] : Jungle Jack 2 : La Star de la Jungle : Conrad Cupmann
- 2000 : Pokémon, le film : Giovanni, le chef de la Team rocket
- 2001[10] : Princesse Arete : Boax
- 2010 : Une vie de chat : un truand
- 2010 : Barbie et le Secret des sirènes : Break Summers
- 2011 : Le Chien du Tibet : Tenzin adulte
- 2012 : Cowboy Bebop, le film : Jet Black
- 2012 : Barbie et le Secret des sirènes 2 : Break Summers
- 2014 : Expelled from Paradise : le représentant de Deva A
- 2015 : Oups ! J'ai raté l'arche... : Mastoc
- 2015 : Halo: The Fall of Reach : voix additionnelles
- 2017 : Lou et l'île aux sirènes : le grand-père de Yuho

### Télévision

#### Téléfilms
- Paul Sorvino dans :
  - Doc West (2009) : le shérif Roy Basehart
  - Doc West 2 : l'Homme à la gâchette (2009) : le shérif Roy Basehart

#### Séries télévisées
- 2004-2012 : Danger dans le ciel
- 2009 : Les Contes de Grimm
  - La Belle au Bois Dormant
  - Les Musiciens de Brême
- 2010 : Doctor Who : Kazran Sardick/Elliot Sardick (Michael Gambon) (épisode spécial Le Fantôme des Noëls passés)

#### Séries d'animation
- 1996 : Kenshin le vagabond : M. Yakata (épisode 13)
- 1997-1999 : Spawn : Cogliostro (voix principale)
- 1997-2019 : Pokémon, la série : Giovanni (1re voix)
- 1998-2000 : Mythologies: les gardiens de la légende : Zeus
- 2000 : Édouard et Martin : Bengale
- 2000-2003 : X-Men: Evolution : Magnéto
- 2000-2003 : Sept Petits Monstres : Quatre et Cinq
- 2001-2002 : Le Projet Zeta : Unité d'infiltration no 7
- 2010 : Marvel Anime - X-Men : Hank McCoy / Le Fauve
- 2010-2013 : Les Puppies : L'agence canine : Nounouille
- 2011-2013 : Transformers: Prime : Unicron, Dreadwing, Hardshell, Skyquake (2e voix)
- 2011-2019 : Le Monde incroyable de Gumball : Patrick Fitzgerald
- 2012-2017 : Ultimate Spider-Man : l'oncle Ben
- 2014-2015 : One Piece : Hajrudin (2e voix), Riku Doldo III (2e voix, à partir de l'épisode 690)
- 2015 : Saint Seiya: Soul of Gold : le narrateur
- 2015-2019 : Les Gardiens de la Galaxie : Thanos

## Théâtre

### Comédien
- 1976-1977 : La Chevauchée sur le lac de Constance de Peter Handke, mise en scène Elvire Brisson, Théâtre du Sygne
- 1978 : Le Cercle de craie caucasien de Bertolt Brecht, mise en scène Benno Besson, Festival d’Avignon, Théâtre national de Chaillot, en tournée
- 1978-1979 : Miss Sara Sampson de Gotthold Ephraim Lessing
- 1978-1979 : La Tragique histoire du Docteur Faust de Christopher Marlowe, mise en scène Jean-Pierre Dusséaux, Théâtre de Poche (Bruxelles)
- 1979 : Le Balcon de Jean Genet, mise en scène Elvire Brisson, Théâtre de Poche (Bruxelles)
- 1979 : Léopold II d’Hugo Claus, mise en scène Martine Wijckaert, Théâtre de La Balsamine
- 1981 : Têtes rondes têtes pointues de Bertolt Brecht, mise en scène Philippe Van Kessel, Maison de la culture de Tournai, en tournée
- 1981 : L’Internationale des grands-mères de Roland Thibau, mise en scène Jacques Herbert, Théâtre de l'Ancre
- 1982 : L’inauguration de Martine Wijckaert, mise en scène de l’auteur, Théâtre de La Balsamine
- 1983 : Liberté à Brême de Rainer Werner Fassbinder, mise en scène de Jean-Marie Vervisch, la Chapelle des Brigittines
- 1983 : Grands soirs de Jean-Pierre Klein, mise en scène Martine Wijckaert
- 1983 : Elles, titre provisoire de Jean-Claude Derudder et Olivier Cauvain, mise en scène Patrick Descamps, Théâtre de l'Ancre
- 1984-1985 : La Cerisaie d’Anton Tchekhov, mise en scène Michel Dezoteux, Théâtre Varia
- 1984-1986 : Un Faust de Jean Louvet, mise en scène Marc Liebens, Ensemble Théâtral Mobile Bruxelles
- 1985 : Trilogie du revoir de Botho Strauss, mise en scène Philippe Van Kessel, Théâtre national de Strasbourg
- 1986-1987 : Les Pupilles du tigre de Paul Emond, mise en scène Philippe Sireuil, Festival du jeune théâtre Liège, Salle Saint-Michel Bruxelles
- 1986-1989 : La Mission de Heiner Muller, mise en scène Michel Dezoteux et Marcel Delval, Ensemble Théâtral Mobile Bruxelles
- 1987-1988 : La Théorie du mouchoir de Martine Wijckaert, mise en scène de l’auteur, Théâtre de La Balsamine
- 1988 : Britannicus de Racine, mise en scène Marcel Delval et Michel Dezoteux, Théâtre Varia
- 1988 : La Noce chez les petits bourgeois de Bertolt Brecht, mise en scène Michel Dezoteux, Théâtre Varia
- 1988 : Cuir 88 de Jean-Claude Derudder et Jean-Pierre Denefve, mise en scène par les auteurs, Théâtre de Liège
- 1989-1990 : Fierrabras, livret Josef Kupelwieser, compositeur Franz Schubert, mise en scène Philippe Sireuil, Théâtre de la Monnaie
- 1990-1993 : Oui de Thomas Bernhard, mise en scène Marc Liebens, Centre culturel Jacques Franck
- 1991-1993 : La force de l’habitude de Thomas Bernhard, mise en scène Barbara Bua, Théâtre de l'Ancre, Théâtre Varia
- 1991 : L’Accompagnatrice de Nina Berberova, mise en scène Barbara Bua, lecture
- 1992 : Les Bisons d’Amérique de Martin S. Garretson, mise en scène Barbara Bua, lecture
- 1992 : La Mouette d’Anton Tchekhov, mise en scène Philippe Sireuil, Théâtre des 13 vents
- 1992-1994 : Oncle Vania d’Anton Tchekhov, mise en scène Philippe Sireuil, Théâtre Varia
- 1993 : De cape et de voix de Nina Berberova, mise en scène Barbara Bua, Théâtre de l'Ancre (seulement voix)
- 1993-1994 : Flammes de Pierre Mertens, mise en scène Patrick Bonté, Théâtre National de la Communauté française de Belgique, Bruxelles
- 1994-1995 : Quai Ouest de Bernard-Marie Koltès, mise en scène Frédéric Dussenne, Rideau de Bruxelles
- 1995 : L’équilibre de Botho Strauss, mise en scène Jules-Henri Marchant, Théâtre national de Strasbourg, Rideau de Bruxelles
- 1995 : Cendres de cailloux de Daniel Danis, mise en scène Lukas Hemleb, Théâtre de l'Ancre
- 1995-1997 : Jascha de Yasmina Reza, mise en scène Thierry Debroux, Petit Théâtre du Palais des Beaux-Arts Bruxelles, Festival de Théâtre Spa
- 1996 : Une nuit dans la campagne occidentale
- 1996 : Si c’est un homme de Primo Levi, lecture
- 1996 : La Contrebasse de Patrick Süskind, mise en scène Khadija El Maachi, Théâtre de La Balsamine
- 1996-2000 : Qui a peur de Virginia Woolf ? d'Edward Albee, mise en scène Michel Kacenelenbogen, Théâtre Le Public, en tournée
- 1997 : Zoo de nuit de Michel Azama, mise en scène Philippe Sireuil, Théâtre Varia
- 1997-1998 : Mort d’un commis voyageur d'Arthur Miller, mise en scène Michel Kacenelenbogen, Théâtre Le Public
- 1997-2003 : La Musica deuxième de Marguerite Duras, mise en scène Philippe Sireuil, Théâtre Le Public, Théâtre de l'Ancre
- 1998 : Et de toutes mes terres rien ne me reste que la longueur de mon corps d'après William Shakespeare, mise en scène Martine Wijckaert, Festival d'Avignon
- 1998-1999 : Le Misanthrope de Molière, mise en scène Michel Kacenelenbogen, Théâtre Le Public
- 1998-1999 : Faim de Knut Hamsun, mise en scène France Gilmont, Théâtre de Poche (Bruxelles)
- 1999-2000 : Nous les héros de Jean-Luc Lagarce, mise en scène Philippe Sireuil, Théâtre Varia
- 2000 : Le Pain dur de Paul Claudel, mise en scène Frédéric Dussenne, Théâtre de la Place des Martyrs
- 2000-2001 : Kean d'après Alexandre Dumas, adaptation Jean-Paul Sartre, mise en scène Michel Kacenelenbogen, Théâtre Le Public, Opéra royal de Wallonie
- 2001 : Le Dernier Message du cosmonaute à la femme qu'il aima dans l'ex-Union Soviétique de David Greig, mise en scène Jules-Henri Marchant, Rideau de Bruxelles
- 2002 : Une maison de poupée d’Henrik Ibsen, mise en scène Jules-Henri Marchant, Rideau de Bruxelles
- 2002 : La Danse de mort d'August Strindberg, mise en scène Michel Kacenelenbogen, Théâtre Le Public
- 2002-2004 : Hedda Gabler d’Henrik Ibsen, mise en scène Philippe Sireuil, Théâtre de l'Athénée-Louis-Jouvet
- 2005-2006 : Mathilde de Véronique Olmi, mise en scène Michel Kacenelenbogen, Théâtre Le Public, Théâtre de l'Ancre
- 2005-2006 : Sokkot d’Éric Durnez, mise en scène Frédéric Dussenne, Centre culturel Jean Gagnant Limoges, en tournée
- 2007-2010 : Garde à vue d'après John Wainwright, dialogues de Michel Audiard, adaptation Teff Erhat, mise en scène Olivier Massart, Théâtre Le Public, en tournée
- 2011-2012 : Red de John Logan, mise en scène Michel Kacenelenbogen, Théâtre Le Public
- 2013-2014 : Roméo et Juliette de William Shakespeare, mise en scène Yves Beaunesne, Théâtre du Beauvaisis Beauvais, en tournée

### Mises en scène
- 1981 : Striptriste Kloak de Jean-Claude Derudder et Olivier Cauvain, Théâtre royal de Mons
- 1981 : Kriss l’emballeur de Jacques Sternberg, Théâtre de l'Ancre
- 1983 : Elles, titre provisoire de Jean-Claude Derudder et Olivier Cauvain, Théâtre de l'Ancre
- 1991 : Le cas deWilliam Z de Patrick Iratni
- 1996 : Molière malgré lui d'après La Cabale des dévots de Mikhaïl Boulgakov, Théâtre de l'Echappée Liège
- 1996-1997 : Vita et Virginia d’Eileen Atkins, Rideau de Bruxelles
- 1999 : Voyage à La Haye de Jean-Luc Lagarce, Théâtre de Poche (Bruxelles)
- 2001 : La Chambre bleue, Carré des Arts Mons
- 2001-2002 : Parle de Niklas Rådström, Théâtre Le Public, Théâtre de l'Ancre
- 2002-2004 : La Nuit des rois de William Shakespeare, adaptation Paul Emond, Festival au Carré Mons, Festival de Spa, en tournée
- 2004 : Chambres de Philippe Minyana, Théâtre Le Public, Théâtre de l'Ancre
- 2006-2007 : L'Indicible de Jean-Marie Piemme, Théâtre Le Public, Théâtre de l'Ancre
- 2007 : Médée Kali de Laurent Gaudé, Théâtre du Méridien Bruxelles

## Distinctions
- 1985 : Ève du meilleur comédien pour son interprétation dans Un Faust de Jean Louvet, mise en scène Marc Liebens et dans La Trilogie du revoir de Botho Strauss, mise en scène de Philippe van Kessel
- 1996 : Prix Tenue de ville du meilleur comédien pour son interprétation dans Jasha de Yasmina Reza, mise en scène de Thierry Debroux
- 2006 : Mention spéciale du jury du meilleur second rôle au Festival de la Réunion, pour le film Nue Propriété de Joachim Lafosse
- 2008 : Prix du Jury du meilleur second rôle masculin au Festival Jean Carmet de Moulins, pour Versailles de Pierre Schöller
- 2008 : Prix du public du meilleur second rôle masculin au Festival Jean Carmet de Moulins, pour Versailles de Pierre Schöller